# Ubide
Ubide város Spanyolországban,  Bizkaia tartományban. Ubide Zeanuri, Dima, Otxandio, Zigoitia és Legutio községekkel határos. Lakosainak száma 164 fő (2024).

## Népesség
A település népessége az utóbbi években az alábbiak szerint változott:
| Lakosok száma | 168  | 161  | 155  | 161  | 184  | 180  | 175  | 160  | 164  | 164  |
|               | 2001 | 2004 | 2007 | 2009 | 2012 | 2014 | 2017 | 2019 | 2022 | 2024 |